# Berek
Berek is een gemeente in de Kroatische provincie Bjelovar-Bilogora.
In het dorpje Podgarić bevindt zich het Monument van de Revolutie van Moslavina, ter nagedachtenis aan de partizanenstrijd tegen de ustaša's in de regio.

## Bevolking
De gemeente Berek had bij een schatting van 2020 een inwoneraantal van 1.137 personen. Dit waren 306 mensen (-21,2%) minder dan 1.443 inwoners bij de officiële census van maart 2011. De gemiddelde jaarlijkse groei in die periode komt daarmee uit op -2,4%, hetgeen lager is dan het landelijk jaarlijks gemiddelde over deze periode (-0,48%).
In 2020 was het aandeel van de bevolking tussen 0 en 14 jaar 16,3%, tussen 15 en 64 jaar 63,1% en ten slotte was 20,6% van de bevolking 65 jaar en ouder.
Steden (gradovi): Bjelovar · Čazma · Daruvar · Garešnica · Grubišno Polje

Gemeenten (općine): Berek · Dežanovac · Đulovac · Hercegovac · Ivanska · Kapela · Končanica · Nova Rača · Rovišće · Severin · Sirač · Šandrovac · Štefanje · Velika Pisanica · Velika Trnovitica · Veliki Grđevac · Veliko Trojstvo · Zrinski Topolovac